# Segismundo Pereira (Uberlândia)
Segismundo Pereira é um bairro da Zona Leste de Uberlândia, e está localizado à 7 km do centro da cidade.
- É formado pelos loteamentos Segismundo Pereira, Santa Mônica - Setor C (parte) e Santa Mônica - Setor D.[1]
- É vizinho do Santa Mônica, Parque do Sabiá e Novo Mundo, também na Zona Leste e do Santa Luzia e Pampulha, ambos na Zona Sul.

## O bairro
- Sua principal via é a Avenida Segismundo Pereira, que liga parte da Zona Leste à Avenida João Naves de Ávila, dando acesso ao centro e outros bairros da cidade.[2][3]
- O Segismundo Pereira é conhecido também por nomes de ruas numerais, as antigas; Exemplo: Antiga 45 (rua), atual Rua Ronan Manoel Pereira; assim ocorre também no vizinho: bairro Santa Mônica (o mais populoso de Uberlândia); exemplo: antiga 5 (rua), atual Rua Maria das Dores Dias, ou antiga 26, atual Rua João Catanduva.[4]
- O Segismundo tem diversas escolas das redes públicas (municipal e estadual), além de alguns colégios particulares.
- O bairro abriga também algumas praças, em destaque a Praça Fausto Savastano, Centenário e Hélvio Cardoso.[5]
- Tem bastante comércio em suas principais vias, além da Avenida Segismundo, como a João Naves de Ávila, Francisco Ribeiro, Rua Ophir Lopes de Cândido e Rua Mário Segatto, entre outras.
- O bairro tem também um Ecoponto (11) no fim da Avenida Doutor Laerte Vieira e um Poliesportivo na Rua Jeronima Lucas Barros.[6][7]
- Além de bastante galpões comerciais às margens da Rodovia BR-050.[8]

- O bairro abriga duas estações de ônibus do transporte público, sendo elas: Estação Domingos de Freitas e Carlos Fonseca, ambas no corredor BRT Leste, na Avenida Segismundo Pereira, corredor esse, que interligam vários bairros das zonas Leste e Central de Uberlândia (Conexão Terminal Central - Corredor Sudeste - Corredor Leste - Terminal Novo Mundo).[9][10]